# Live in Germany (álbum de Héroes del Silencio)
Live in Germany es el título de un álbum en directo del grupo español de rock Héroes del Silencio, publicado el 22 de noviembre de 2011, quince años después de la separación del grupo.
El disco, publicado en los formatos CD + DVD, vinilo y en línea, recoge una actuación en directo del grupo en la sala Gin Club Rock de Coblenza (Alemania) en 1993.

## Características
El concierto de Coblenza se celebró el 2 de octubre de 1993, año en que Héroes del Silencio llevaron a cabo una extensa gira por Europa, y fue grabado por las cámaras de la cadena de televisión alemana SWF3.
La gira servía como presentación a nivel continental del álbum El espíritu del vino, por lo que la mayoría de los temas interpretados correspondieron a este álbum. Debido a su emisión por televisión, rápidamente se convirtió en una de las grabaciones piratas más conocidas de la banda, gracias a su calidad de sonido e imagen.
La presentación del álbum corrió a cargo de los miembros del grupo Pedro Andreu, Juan Valdivia y Joaquín Cardiel, durante una rueda de prensa en la que se informó de su difusión simultánea en España, Alemania, Suiza y Austria.

## Lista de canciones
Todos los temas compuestos por Enrique Bunbury, Juan Valdivia, Joaquin Cardiel y Pedro Andreu.
| N.º | Canción                                              | Duración |
| --- | ---------------------------------------------------- | -------- |
| 1.  | «Nuestros nombres»                                   | 7:12     |
| 2.  | «Maldito duende»                                     | 5:20     |
| 3.  | «La sirena varada»                                   | 4:17     |
| 4.  | «El camino del exceso»                               | 5:27     |
| 5.  | «Hechizo»                                            | 4:30     |
| 6.  | «Olvidado»                                           | 5:31     |
| 7.  | «Flor de loto»                                       | 6:14     |
| 8.  | «Oración»                                            | 4:23     |
| 9.  | «La herida»                                          | 6:50     |
| 10. | «Entre dos tierras»                                  | 5:48     |
| 11. | «Decadencia»                                         | 12:39    |
| 12. | «Los placeres de la pobreza»                         | 5:18     |
| 13. | «Hace tiempo» (Bonus track vinilo, iTunes y CD)      | 4:52     |
| 14. | «Con nombre de guerra» (Bonus track iTunes y vinilo) | 4:22     |

| N.º | Canción                      | Duración |
| --- | ---------------------------- | -------- |
| 1.  | «Nuestros nombres»           | 7:12     |
| 2.  | «Maldito duende»             | 5:20     |
| 3.  | «La sirena varada»           | 4:17     |
| 4.  | «El camino del exceso»       | 5:27     |
| 5.  | «Hechizo»                    | 4:30     |
| 6.  | «Olvidado»                   | 5:31     |
| 7.  | «Flor de loto»               | 6:14     |
| 8.  | «Oración»                    | 4:23     |
| 9.  | «La herida»                  | 6:50     |
| 10. | «Entre dos tierras»          | 5:48     |
| 11. | «Decadencia»                 | 12:39    |
| 12. | «Los placeres de la pobreza» | 5:18     |

## Integrantes y personal[5]
- Enrique Bunbury - Voz, armónica, guitarra acústica.
- Juan Valdivia - Guitarra
- Joaquín Cardiel - Bajo, coros.
- Alan Boguslavsky - Guitarra rítmica, coros.
- Pedro Andreu - Batería

- Masterizado por José Ma. Rosillo en Madrid, en Octubre de 2011.
- Paco Rubio - Foto de portada
- Archivos de EMI Music Spain, HDS - Fotografía
- Pedro Delgado - Diseño gráfico, logos y dibujos.
- Agradecimientos a Kike Gallego.